# Sant'Anna di Isola Capo Rizzuto
Il S.Anna di Isola Capo Rizzuto è una DOC riservata ad alcuni vini la cui produzione è consentita nelle provincia di Crotone.

## Zona di produzione
La zona di produzione comprende l'intero territorio dei comuni: 
- Isola Capo Rizzuto

e parte dei comuni:
- Crotone
- Cutro[1]

## Storia
Già prima che nascesse il Sacro Romano Impero, Sant’Anna di Isola Capo Rizzuto era stato il più importante centro della Magna Grecia per la produzione di frutta, in particolare di uva. Il vino ottenuto da tale uva serviva, oltre che all'approvvigionamento della vicina Crotone, soprattutto all'esportazione, che allora si spingeva fino a Creta e all'Egitto.
Ulteriore impulso ebbe la viticoltura della zona grazie ai Benedetti che qui costruirono diversi monasteri.

## Tecniche di produzione
Sulle bottiglie e recipienti deve figurare l'annata di produzione delle uve.

## Disciplinare
Il S.Anna di Isola Capo Rizzuto DOC è stato istituito con DPR 10 gennaio 1979 pubblicato sulla Gazzetta Ufficiale n. 158 del 11 giugno 1979.
Successivamente è stato modificato con:
- DM 30.11.2011 G.U. 295 – 20.12.2011 Pubblicato sul sito ufficiale del Mipaaf Sezione Qualità e Sicurezza Vini DOP e IGP
- La versione in vigore è stata approvata con DM 7 marzo 2014 Pubblicato sul sito ufficiale del Mipaaf[1].

## Tipologie

### Rosso
| uvaggio                        | Gaglioppo min 40% max 60% Nocera, Nerello mascalese, Nerello cappuccio, Malvasia nera, Malvasia bianca e Greco bianco da soli o congiuntamente, min 40% max 60% con una presenza massima dei vitigni a bacca bianca non superiore al 35% del totale |
| titolo alcolometrico minimo    | 12,00% vol. |
| acidità totale minima          | 6,0 g/l. |
| estratto secco minimo          | 18,00 g/l |
| resa massima di uva per ettaro | 120 q. |
| resa massima di uva in vino    | 70 % |

#### Caratteri organolettici
- Aspetto: rosso più o meno carico;
- Olfatto: vinoso, caratteristico;
- Gusto: asciutto, armonico, rotondo;

#### Abbinamenti consigliati
Carni bianche e rosse, piatti di formaggi e salumi tipici della regione Calabria, minestre asciutte e in brodo.

### Rosato
| uvaggio                        | Gaglioppo min 40% max 60% Nocera, Nerello mascalese, Nerello cappuccio, Malvasia nera, Malvasia bianca e Greco bianco da soli o congiuntamente, min 40% max 60% con una presenza massima dei vitigni a bacca bianca non superiore al 35% del totale |
| titolo alcolometrico minimo    | 12,00% vol. |
| acidità totale minima          | 6,0 g/l. |
| estratto secco minimo          | 18,00 g/l |
| resa massima di uva per ettaro | 120 q. |
| resa massima di uva in vino    | 70 % |

#### Caratteri organolettici
- Aspetto: rosato più o meno carico;
- Olfatto: vinoso, caratteristico;
- Gusto: asciutto, armonico, rotondo;

#### Abbinamenti consigliati
Carni bianche e rosse, piatti di formaggi e salumi tipici della regione Calabria, minestre asciutte e in brodo.